# Kevin Knight
Kevin Knight (Atlanta, 1 de janeiro de 1997) é um lutador profissional americano. Ele trabalha atualmente para a All Elite Wrestling (AEW), onde é metade da dupla JetSpeed, ao lado de "Speedball" Mike Bailey. Ele também trabalha para a New Japan Pro-Wrestling (NJPW), onde faz parte da dupla Intergalactic Jet Setters com Kushida. Na NJPW, ele foi duas vezes campeão Junior Heavyweight de duplas IWGP. Além disso, já fez aparições em promoções como Major League Wrestling (MLW), Game Changer Wrestling (GCW), Total Nonstop Action Wrestling (TNA) e Ring of Honor (ROH).

## Carreira na luta livre profissional

### Início de carreira (2019–2020)
Knight fez sua estreia em 2 de agosto de 2019, lutando por uma série de promoções independentes canadenses e americanas na maior parte do final de 2019 e início de 2020.

### New Japan Pro-Wrestling (2020–presente)

#### Young Lion(2020–2022)
Knight entrou no New Japan Pro-Wrestling LA Dojo em 2020 como um Young Lion, treinando sob a orientação de Katsuyori Shibata. Ele fez sua estreia na NJPW em 12 de dezembro, no Super J-Cup, substituindo o lesionado Karl Fredericks, onde fez parceria com Ren Narita, mas perderam para Hikuleo e Kenta, do Bullet Club.
Em 2021, Knight competiu no programa baseado nos Estados Unidos da NJPW, Strong, fazendo equipe com outros membros do LA Dojo, como Karl Fredericks, Clark Connors e Alex Coughlin, geralmente perdendo a maioria de suas lutas, o que é comum para os Young Lions da NJPW. Em julho, Knight entrou no torneio Tag Team Turbulence, fazendo parceria com The DKC, mas foram derrotados na primeira rodada pela West Coast Wrecking Crew. Knight continuou lutando no Strong pelo resto do ano. No Capital Collision, Knight foi derrotado por Comoroto em uma luta dark. Em junho, ele competiu no evento AEW x NJPW: Forbidden Door, no Buy-In, formando uma equipe com Coughlin, Uemura e The DKC em uma luta de quartetos, mas perderam para The Gunn Club (Billy, Austin e Colten Gunn) e Max Caster. Em outubro, na noite anterior ao Rumble on 44th Street, Knight e The DKC derrotaram os Forever Hooligans (Rocky Romero e Alex Koslov), que haviam se reunido para uma noite apenas. Na noite seguinte, no Rumble on 44th Street, Knight e The DKC se reuniram novamente, mas perderam para The Motor City Machine Guns (Alex Shelley e Chris Sabin) e Aussie Open (Kyle Fletcher e Mark Davis) em uma luta three-way de duplas pelo Campeonato Strong Openweight de Duplas, que foi conquistado pelos Motor City Machine Guns.

#### Intergalactic Jett Setters (2022–presente)
Em 20 de novembro, Knight fez sua estreia no Japão pela NJPW, no Historic X-Over, fazendo equipe com Connors, Coughlin e Gabriel Kidd no pré-show, derrotando Kosei Fujita, Oskar Leube, Ryohei Oiwa e Yuto Nakashima. Também foi anunciado que Knight competiria na Super Junior Tag League, fazendo equipe com Kushida, que frequentemente era um treinador no LA Dojo, marcando sua estreia em um torneio anual da NJPW. Durante o torneio, Knight abandonou as tradicionais sunga preta dos Young Lions da NJPW, passando a usar um traje laranja vibrante e óculos de sol, para combinar melhor com seu parceiro Kushida, sinalizando também sua graduação como Young Lion. A dupla terminou o torneio com 4 pontos, não conseguindo avançar para a final.
Após o torneio, Knight e Kushida continuaram a fazer equipe, com Knight fazendo sua estreia no Impact Wrestling em 14 de janeiro, fazendo parceria com Kushida para derrotar The Good Hands (Jason Hotch e John Skyler). Em 20 de janeiro, no Impact Wrestling, Kushida e Knight foram derrotados por Chris Bey e Ace Austin, do Bullet Club. Em 25 de fevereiro, Knight perdeu para Kenny King. Em 30 de março, no Multiverse United, um show coproduzido entre Impact e NJPW, Knight competiu em uma luta Six-way Scramble pelo Campeonato da X Division do Impact, mas o título foi mantido pelo campeão Trey Miguel. Em abril, Knight e Kushida começaram a formar a dupla sob o nome Intergalactic Jet Setters. Em 27 de abril, Knight e Kushida conquistaram o Campeonato Junior Heavyweight de Duplas IWGP, derrotando Catch 2/2 (T. J. Perkins e Francesco Akira), marcando o primeiro campeonato de Knight na NJPW.
No mês seguinte, Knight competiu em seu primeiro torneio Best of the Super Juniors, competindo no Bloco B. Ele terminou sua campanha no torneio com 6 pontos, não conseguindo avançar para as semifinais. Em 4 de junho, no Dominion 6.4 no Osaka-jo Hall, os Jet Setters perderam os Campeonato Junior Heavyweight de Duplas IWGP para Catch 2/2 em uma revanche. Em 14 de outubro, no King of Pro-Wrestling, os Jet Setters derrotaram o Bullet Club War Dogs (Clark Connors e Drilla Moloney) para recuperar os títulos.
Em 4 de janeiro de 2025, no Wrestle Kingdom 19, os Jet Setters perderam os títulos para os Ichiban Sweet Boys (Kosei Fujita e Robbie Eagles) em uma luta four-way de escadas de duplas, que também contou com Bullet Club War Dogs e Catch 2/2. Em 9 de abril, Knight revelou que ainda estava assinado com a NJPW, apesar de ter assinado com a AEW um mês antes.

### All Elite Wrestling / Ring of Honor (2022–presente)

#### Aparições esporádicas (2022–2024)
Devido ao relacionamento de trabalho entre a NJPW e a All Elite Wrestling (AEW), Knight fez algumas aparições na AEW. Em maio de 2022, Knight fez sua estreia na AEW, fazendo equipe com The DKC, mas perderam para Aaron Solo e Nick Comoroto, do The Factory. Após a luta, o The Factory tentou atacar a dupla, mas foram salvos pelos seus companheiros de grupo do LA Dojo. Isso levou a uma luta na semana seguinte, onde Knight se uniu a Clark Connors, Karl Fredericks, Alex Coughlin e Yuya Uemura para derrotar Q.T. Marshall, Solo, Comoroto, Blake Li e Brick Aldridge, do The Factory, em uma luta de quintetos. Em 18 de janeiro de 2023, no episódio do Dynamite, Knight e The DKC retornaram à AEW, acompanhando Kushida até o ringue durante sua luta pelo Campeonato TNT da AEW contra Darby Allin. Em novembro de 2024, Knight fez sua estreia na promoção irmã da AEW, a Ring of Honor (ROH), durante uma gravação do Ring of Honor Wrestling, derrotando Serpentico.

#### JetSpeed (2025–presente)
No episódio de 29 de março de 2025 do Collision, Knight fez sua estreia individual na AEW, perdendo para Jay White. Após a luta, o presidente da AEW, Tony Khan, anunciou que Knight havia assinado com a promoção. Na edição de 2 de abril do Dynamite, foi anunciado que Knight substituiria o lesionado Jay White na Owen Hart Cup na chave masculina, onde o vencedor ganharia uma luta pelo Campeonato Mundial da AEW no All In. Em 6 de abril, no Dynasty, Knight foi eliminado na primeira rodada do torneio por Will Ospreay. Knight, então, formou uma equipe com "Speedball" Mike Bailey, conhecida como "JetSpeed". Em 12 de julho, no All In, JetSpeed não conseguiu conquistar o Campeonato Mundial de Duplas da AEW, perdendo para The Hurt Syndicate (Bobby Lashley e Shelton Benjamin) em uma luta three-way de duplas, que também envolveu The Patriachy (Christian Cage e Nick Wayne).

### Impact Wrestling / Total Nonstop Action Wrestling (2023–2024)
Em 29 de junho de 2023, foi anunciado que, no Impact Slammiversary em 15 de julho de 2023, Kevin Knight enfrentaria Mike Bailey, Kushida, Jonathan Gresham e Alan Angels em uma luta 5-way Ultimate X para determinar o desafiante número 1 ao Campeonato da X Division do Impact. Mais tarde, Jake Something foi adicionado à luta, tornando-a uma 6-way. Durante essa luta, Kevin Knight não teve sucesso, pois Kushida foi o vencedor e conquistou a vitória. Em uma entrevista de setembro de 2024 para o Fightful, Knight afirmou que não fazia mais parte dos planos da TNA para histórias e lutas futuras, e que ele seguiria em frente com seus compromissos na NJPW.

## Títulos e prêmios
- New Japan Pro-Wrestling
  - IWGP Junior Heavyweight Tag Team Championship (2 vezes) – com Kushida[36]
- Pro Wrestling Illustrated
  - PWI o colocou na #252ª posição dos 500 melhores lutadores individuais no PWI 500 em 2023[37]